# 北日本新聞金鷲旗争奪県中学校駅伝競走大会
北日本新聞金鷲旗争奪県中学校駅伝競走大会（きたにっぽんしんぶんきんしゅうきそうだつけんちゅうがっこうえきでんきょうそうたいかい）、通称富山県中学校駅伝競走大会（とやまけんちゅうがっこうえきでんきょうそうたいかい）は、毎年秋に行われる駅伝大会である。

## 概要
- 12月にある全国中学校駅伝大会の予選を兼ねた大会であり、男女各1位の中学校が全国大会に出場できる。富山県内の全中学校に参加資格がある。
- 富山県総合運動公園・クロスカントリーコースの周回するコースである。区間数や距離は全国大会と同じである。

## 歴史
- 1984年　小杉町（現射水市）の県公害センターをスタート・ゴールとする7区間21.2kmの男子の第1回大会が始まった。コースはスタートしてから太閤山ランドを外周した後県道に出て、大門町（現射水市）の庄川にかかる南郷大橋の手前で折り返すというものであった。途中、15mほどアップダウンするところもあって、当時走った人は「今のコースよりきつかっただろう。」と話す。その後コースは何回か変更となった。
- 1992年　女子の1回大会が始まった。コースは男子よりも少し短かった。
- 1998年　コースが現在の位置に変わった。理由は全国大会と似たようなコースだったからと公道を走らなくても良いコースだからである。
- 2003年　大会まで一般の選手と一緒に練習してきた補欠の選手も走らせようと友好レースが始まった。
- 2020年 全国大会中止のため本大会も中止

## 大会運営
- 主催：富山県中学校体育連盟、富山陸上競技協会、北日本新聞社、とやまソフトセンター
- 共催：富山県教育委員会、富山市教育委員会、富山県ケーブルテレビ協議会
- 後援：富山県スポーツ協会、富山市スポーツ協会、北日本放送
- 主管：富山陸上競技協会、富山県中学校体育連盟陸上競技専門部

## 区間
- 男子（6区間、計18km）
- 女子（5区間、計12km）
- 友好レース（補欠選手が出場する。5区間、計10km。1、5区　男子　2～4区　女子）

## コースの特徴

### 男子1区、女子1区（3.0km）
- 各チームのエースが揃う華の一区と呼ばれる
- 80校以上が一斉にスタートするため、陸上競技場の芝生に横1列になってスタートする。
- スタートの号砲が鳴ったら選手は第4ゲートへと直進していく。スタートの幅は40mほどあるが第4ゲートの幅は10mもないのでどのような位置取りをするかがポイントである。
- 第4ゲートを過ぎて右へと曲がって行く。砂利が少し含まれている道路になり、ここで転倒する選手もいる。ここは減速してでもいいから安全に走ったほうがよい。
- 曲がって80mほどしたらT字路を左へとまがっていく。そこから350mほどしたらヘアピンカーブを曲がりクロスカントリーコースに出る。
- 曲がってすぐ橋の下をくぐって500mほど走って折り返す。途中から木々に囲まれており、晴れた日には日陰となり、選手たちにとっては走りやすい環境になる。
- また、500m走って橋をくぐり、ヘアピンカーブのところを直進して公園内を大きく回るように走る。
- クロスカントリーコースを走り終えた選手は競技場の第3ゲートに入ってトラックを走って短距離走のゴールラインの手前の中継線で次走者に襷を渡す。

### 男子2区～6区、女子5区（3.0km）
- 中継線で襷をもらった選手はトラックを1周して競技場を後にする。その後のコースは男子1区、女子1区と変わらない。

### 友好レース1区（2.0km）
- この競技も毎年60校ぐらい出場するため、陸上競技場に芝生で一列になってスタートする。
- スタートしてしばらくは3kmコースと同じコースを走り、500m付近のヘアピンカーブを曲がらずに直進する。
- しばらく走って、陸上競技場に戻って中継線で次走者にたすきを渡す。

### 女子2区～4区、友好レース2区～5区（2.0km）
- 中継線で襷をもらったらトラックを走って第3ゲートで陸上競技場を後にする。
- あとは友好レース1区と変わらない

## レースの特徴
- 男女とも1区は各校のエースが顔を並べる区間であり、ずば抜けて速い選手もいる。速い選手についていかずに自分のペースで走れるかが鍵である。
- 男女とも2区は1区での遅れを取り戻したり、1区で広げた差を広げるために準エース格の選手を投入する。
- 男子6区、女子5区は優勝や10位までの入賞を狙うため、ここも準エース格の選手を投入する。
- 他の区間はつなぎの区間となる。

### 友好レース
- 総合
- 区間タイムは計測されないため区間記録はない。

## 歴代優勝校

### 男子
- 吉江 (10回)
- 西條 (11回)
- 石動 (12、13、15、17回)
- 山室 (14回)
- 城端 (16、18、19、20、22、23、27回、39回）
- 速星 (21、25回)
- 志貴野 (24回)
- 雄山 (26、28、32、33、34、36回)
- 桜井 (29回)
- 富山南部 (30回)
- 魚津東部 (31回)
- 大沢野 (35回)
- 入善(40回)

### 女子
- 大沢野 (2、3、4、13、23・31・32回)
- 石動 (5、6、9回)
- 山室 (7、8回)
- 出町 (10、11、12、17、18回)
- 小杉 (14回)
- 福野 (15回)
- 魚津西部 (16回)
- 雄山 (19、20、21回)
- 魚津東部 (22回)
- 堀川 (24、25回)
- 速星 (26、27、28回)